# Lytle Creek
Lytle Creek es un lugar designado por el censo ubicado en el condado de San Bernardino en el estado estadounidense de California. En el año 2010 tenía una población de 701 habitantes.

## Geografía
Lytle Creek se encuentra ubicado en las coordenadas 34°15′33″N 117°30′16″O / 34.25917, -117.50444.